# Robert Stuker
Robert Stuker (Grünenmatt, 18 februari 1863 - Athene, 12 januari 1940) was een Zwitsers onderwijzer, diplomaat en historicus.

## Biografie

### Afkomst en opleiding
Robert Stuker was een zoon van Johannes Stuker en van Verena Iseli. Als enige zoon van een rijk gezin kreeg hij een sterke opleiding in het buitenland. Na zijn schooltijd in Bern studeerde hij in Bazel en behaalde hij een doctoraat in de letteren.

### Carrière
In 1888 ging hij in Athene aan de slag als privéleraar bij een adellijke familie. Vervolgens was hij vanaf 1890 privéleraar van de prinselijke kinderen aan het hof van koning George I van Griekenland. In 1902 werd hij benoemd tot kamerheer van de koning. Stuker groeide uit tot een persoonlijke raadgever van de Griekse koning. Hij was ook polyglot en werd meermaals uitgestuurd op diplomatieke missie. Bij het uitbreken van de Eerste Wereldoorlog volgde hij de Griekse koninklijke familie in ballingschap naar Zwitserland.
Hoewel Stuker protestants was, benoemdee paus Pius XI hem in 1924 tot ceremoniemeester en tolk bij de Heilige Stoel.
In 1935 Stuker zich terug in het kasteel van Gerzensee. Het jaar daarna zou hij zijn verre neef en petekind Jürg Stuker adopteren. In december 1939 reisde hij op uitnodiging van prins Christoffel van Griekenland en Denemarken via Rome naar Athene om er de winter door te brengen op het koninklijk paleis. Begin 1940 overleed Stucher in een ziekenhuis in de Griekse hoofdstad.